# T-Mobile Center
T-Mobile Center, vroeger bekend als Sprint Center is een multifunctionele arena in het centrum van Kansas City, Missouri. Het bevindt zich op het kruispunt van de 14th Street en de Grand Boulevard aan de oostkant van het Power & Light District. De oorspronkelijke naamgevingspartner van de arena was Sprint Corporation, met het hoofdkantoor in het nabijgelegen Overland Park, Kansas. De arenanaam veranderde in 2020 nadat Sprint Corporation werd gekocht door T-Mobile US, de Amerikaanse dochteronderneming van het Duitse bedrijf Deutsche Telekom.
Sprint Center opende op 10 oktober 2007. Drie dagen later was er een concert van Elton John, als eerste evenement van de arena. De arena biedt plaats aan meer dan 19.000 mensen en heeft 72 suites. Sprint Center heeft de Kemper Arena vervangen, die in 1974 werd gebouwd op slechts enkele kilometers afstand in het zuidelijke deel van de wijk West Bottoms. Bovendien is de College Basketball Experience, die de National Collegiate Basketball Hall of Fame omvat, verbonden met en direct ten noorden van Sprint Center.